# Karl-Heinz Schlote
Karl-Heinz Schlote (* 4. April 1949 in Zeitz) ist ein deutscher Wissenschaftshistoriker, der sich insbesondere mit Mathematikhistorie befasst.
Karl-Heinz Schlote studierte von 1967 bis 1972 Mathematik an der Universität Leipzig. Ab 1974 war er Wissenschaftlicher Mitarbeiter am Karl-Sudhoff-Institut für Geschichte der Medizin und der Naturwissenschaften der Universität Leipzig bei Hans Wußing. Dort promovierte er bei Gerd Laßner mit der Dissertation: Zur Kohomologietheorie topologischer Algebren und wurde dort auch habilitiert. Nach der Wende war er an der Sächsischen Akademie der Wissenschaften tätig.
Er war Herausgeber einer umfangreichen 2002 erschienenen Chronologie der Naturwissenschaften und Mitautor und Mitherausgeber eines Mathematikerlexikons (1990). An der Sächsischen Akademie der Wissenschaften leitete er darüber hinaus ein Projekt über die Verbindungen von Mathematik und Physik an den Universitäten Leipzig, Jena und Halle-Wittenberg, woraus mehrere Monografien entstanden. Seit dem Wintersemester 2011/12 ist Karl-Heinz Schlote wissenschaftlicher Mitarbeiter an der Universität Hildesheim.
Er ist korrespondierendes Mitglied der International Academy of the History of Sciences.

## Schriften
- als Herausgeber mit Siegfried Gottwald, Hans-Joachim Ilgauds (Hrsg.): Lexikon bedeutender Mathematiker. Bibliographisches Institut, Leipzig 1990, ISBN 3-323-00319-5.
- als Herausgeber: Chronologie der Naturwissenschaften. Der Weg der Mathematik und der Naturwissenschaften von den Anfängen in das 21. Jahrhundert. Harri Deutsch, Frankfurt am Main 2002, ISBN 3-8171-1610-1 (Digitalisat).
- mit Heinz-Wilhelm Alten, Alireza Djafari Naini, Menso Folkerts, Hartmut Schlosser, Hans Wußing: 4000 Jahre Algebra. Geschichte, Kulturen, Menschen. Springer, Berlin u. a. 2003, ISBN 978-3-540-43554-9 (Kapitel 6 bis 10).
- Zu den Wechselbeziehungen zwischen Mathematik und Physik an der Universität Leipzig in der Zeit von 1830 bis 1904/05 (= Abhandlungen der Sächsischen Akademie der Wissenschaften zu Leipzig. Mathematisch-naturwissenschaftliche Klasse. Bd. 63, H. 1). Stuttgart Hirzel, 2004, ISBN 3-7776-1353-3.
- Von geordneten Mengen bis zur Uranmaschine. Zu den Wechselbeziehungen zwischen Mathematik und Physik an der Universität Leipzig in der Zeit von 1905 bis 1945. Harri Deutsch, Frankfurt am Main 2008, ISBN 978-3-8171-1840-3.
- mit Martina Schneider: Funktechnik, Höhenstrahlung, Flüssigkristalle und algebraische Strukturen. Zu den Wechselbeziehungen zwischen Mathematik und Physik an der Universität Halle-Wittenberg in der Zeit von 1890 bis 1945. Harri Deutsch, Frankfurt am Main 2009, ISBN 978-3-8171-1842-7.
- mit Martina Schneider: Von Schweiggers erstem Galvanometer bis zu Cantors Mengenlehre. Zu den Wechselbeziehungen zwischen Mathematik und Physik an der Universität Halle-Wittenberg in der Zeit von 1817 bis 1890. Harri Deutsch, Frankfurt am Main 2009, ISBN 978-3-8171-1841-0.
- mit Martina Schneider: Mathematische Naturphilosophie, Optik und Begriffsschrift. Zu den Wechselbeziehungen zwischen Mathematik und Physik an der Universität Jena in der Zeit von 1816 bis 1900. Harry Deutsch, Frankfurt am Main 2011, ISBN 978-3-8171-1843-4.
- als Herausgeber mit Martina Schneider: Mathematics meets physics. A contribution to their interaction in the 19th and the first half of the 20th century. Harri Deutsch, Frankfurt am Main 2011, ISBN 978-3-8171-1844-1.
  - Darin mit Martina Schneider: The interrelation between Mathematics and Physics at the Universities of Jena, Halle-Wittenberg and Leipzig – a comparison. S. 63–88.